# The Amazing Spider-Man (serie de televisión)
The Amazing Spider-Man es una serie de televisión de superhéroes basada en el superhéroe homónimo de Marvel Cómics que fue transmitida de 1977 a 1979.

## Reparto

### Reparto regular
- Nicholas Hammond como Peter Parker/Spider-Man.
- David White como J. Jonah Jameson (piloto).
- Robert F. Simon como J. Jonah Jameson.
- Chip Fields como Rita Conway.
- Michael Pataki como el capitán Barbera (piloto y temporada 1).
- Ellen Bry como Julie Masters (segunda temporada).
- Rosalind Chao como Emily Chan (episodio "The Chinese Web").

### Directores
- Tom Blank
- Cliff Bole
- Michael Caffey
- Dennis Donnelly
- Tony Ganz
- Fernando Lamas
- Joseph Manduke
- Don McDougall
- Ron Satlof
- Larry Stewar
- Matt Charette

## Secuela de la serie
Entre 1980 y 1990, se trató de lanzar una secuela de la serie. La idea principal era juntar a los elencos de The Amazing Spider-Man y The Incredible Hulk, lo que permitiría una especie de crossover entre las dos series, pero no permitiría traer más personajes de Marvel Comics. La idea fue abandonada cuando Bill Bixby (el actor que interpretó a Bruce Banner en la serie) murió de cáncer en 1993. La segunda idea era crear una nueva serie de Spider-Man pero fue cancelada por problemas entre el director y el reparto.[cita requerida]